# College Chums (film 1911 American Film)
College Chums è un cortometraggio muto del 1911. Il nome del regista non viene riportato nei credit del film che venne sceneggiato da Horace Vinton.

## Produzione
Il film fu prodotto dalla American Film Manufacturing Company.

## Distribuzione
Distribuito dalla Motion Picture Distributors and Sales Company, il film uscì nelle sale cinematografiche USA il 2 marzo 1911.